# Блок 62
Блок 62 је стамбени блок на Новом Београду.
Ограничен је улицама Јурија Гагарина, Душана Вукасовића, Нехруовом и Војвођанском.
У блоку се налазе Основна школа „Кнегиња Милица“ (некад „Ужичка Република“), Техномаркет и супермаркети Универекспорт и Идеа.
Блок 62 опслужују аутобуске линије градског превоза 45, 73, 89, 94, 95 и 610, као и трамвајске линије 7, 9, 11 и 13.
Током 2009. године је између северног и јужног дела блока изграђен парк. 